# 1882 год
1882 (ты́сяча восемьсо́т во́семьдесят второ́й) год  по григорианскому календарю — невисокосный год, начинающийся в воскресенье. Это 1882 год нашей эры, 2‑й год 9‑го десятилетия XIX века 2‑го тысячелетия, 3‑й год 1880‑х годов. Он закончился 143 года назад.
| Пн | Вт | Ср | Чт | Пт | Сб | Вс |
|    |    |    |    |    |    | 1  |
| 2  | 3  | 4  | 5  | 6  | 7  | 8  |
| 9  | 10 | 11 | 12 | 13 | 14 | 15 |
| 16 | 17 | 18 | 19 | 20 | 21 | 22 |
| 23 | 24 | 25 | 26 | 27 | 28 | 29 |
| 30 | 31 |    |    |    |    |    |

| Пн | Вт | Ср | Чт | Пт | Сб | Вс |
|    |    | 1  | 2  | 3  | 4  | 5  |
| 6  | 7  | 8  | 9  | 10 | 11 | 12 |
| 13 | 14 | 15 | 16 | 17 | 18 | 19 |
| 20 | 21 | 22 | 23 | 24 | 25 | 26 |
| 27 | 28 |    |    |    |    |    |

| Пн | Вт | Ср | Чт | Пт | Сб | Вс |
|    |    | 1  | 2  | 3  | 4  | 5  |
| 6  | 7  | 8  | 9  | 10 | 11 | 12 |
| 13 | 14 | 15 | 16 | 17 | 18 | 19 |
| 20 | 21 | 22 | 23 | 24 | 25 | 26 |
| 27 | 28 | 29 | 30 | 31 |    |    |

| Пн | Вт | Ср | Чт | Пт | Сб | Вс |
|    |    |    |    |    | 1  | 2  |
| 3  | 4  | 5  | 6  | 7  | 8  | 9  |
| 10 | 11 | 12 | 13 | 14 | 15 | 16 |
| 17 | 18 | 19 | 20 | 21 | 22 | 23 |
| 24 | 25 | 26 | 27 | 28 | 29 | 30 |

| Пн | Вт | Ср | Чт | Пт | Сб | Вс |
| 1  | 2  | 3  | 4  | 5  | 6  | 7  |
| 8  | 9  | 10 | 11 | 12 | 13 | 14 |
| 15 | 16 | 17 | 18 | 19 | 20 | 21 |
| 22 | 23 | 24 | 25 | 26 | 27 | 28 |
| 29 | 30 | 31 |    |    |    |    |

| Пн | Вт | Ср | Чт | Пт | Сб | Вс |
|    |    |    | 1  | 2  | 3  | 4  |
| 5  | 6  | 7  | 8  | 9  | 10 | 11 |
| 12 | 13 | 14 | 15 | 16 | 17 | 18 |
| 19 | 20 | 21 | 22 | 23 | 24 | 25 |
| 26 | 27 | 28 | 29 | 30 |    |    |

| Пн | Вт | Ср | Чт | Пт | Сб | Вс |
|    |    |    |    |    | 1  | 2  |
| 3  | 4  | 5  | 6  | 7  | 8  | 9  |
| 10 | 11 | 12 | 13 | 14 | 15 | 16 |
| 17 | 18 | 19 | 20 | 21 | 22 | 23 |
| 24 | 25 | 26 | 27 | 28 | 29 | 30 |
| 31 |    |    |    |    |    |    |

| Пн | Вт | Ср | Чт | Пт | Сб | Вс |
|    | 1  | 2  | 3  | 4  | 5  | 6  |
| 7  | 8  | 9  | 10 | 11 | 12 | 13 |
| 14 | 15 | 16 | 17 | 18 | 19 | 20 |
| 21 | 22 | 23 | 24 | 25 | 26 | 27 |
| 28 | 29 | 30 | 31 |    |    |    |

| Пн | Вт | Ср | Чт | Пт | Сб | Вс |
|    |    |    |    | 1  | 2  | 3  |
| 4  | 5  | 6  | 7  | 8  | 9  | 10 |
| 11 | 12 | 13 | 14 | 15 | 16 | 17 |
| 18 | 19 | 20 | 21 | 22 | 23 | 24 |
| 25 | 26 | 27 | 28 | 29 | 30 |    |

| Пн | Вт | Ср | Чт | Пт | Сб | Вс |
|    |    |    |    |    |    | 1  |
| 2  | 3  | 4  | 5  | 6  | 7  | 8  |
| 9  | 10 | 11 | 12 | 13 | 14 | 15 |
| 16 | 17 | 18 | 19 | 20 | 21 | 22 |
| 23 | 24 | 25 | 26 | 27 | 28 | 29 |
| 30 | 31 |    |    |    |    |    |

| Пн | Вт | Ср | Чт | Пт | Сб | Вс |
|    |    | 1  | 2  | 3  | 4  | 5  |
| 6  | 7  | 8  | 9  | 10 | 11 | 12 |
| 13 | 14 | 15 | 16 | 17 | 18 | 19 |
| 20 | 21 | 22 | 23 | 24 | 25 | 26 |
| 27 | 28 | 29 | 30 |    |    |    |

| Пн | Вт | Ср | Чт | Пт | Сб | Вс |
|    |    |    |    | 1  | 2  | 3  |
| 4  | 5  | 6  | 7  | 8  | 9  | 10 |
| 11 | 12 | 13 | 14 | 15 | 16 | 17 |
| 18 | 19 | 20 | 21 | 22 | 23 | 24 |
| 25 | 26 | 27 | 28 | 29 | 30 | 31 |

## События
- 9 января — в Российской империи издаётся закон об обязательном выкупе крестьянами земель, начиная с 1 (13) января 1883 года[1].
- 10 января — нападение крестьян на жандармскую казарму в Улоге. Начинается Герцеговинско-боснийское восстание 1882 года против Австро-Венгрии. Подавлено в апреле[2].
- 5 февраля — ушло в отставку правительство Египта во главе с Мухаммедом Шарифом. Сформирован национальный кабинет Махмуда Сами аль-Баруди, в котором пост военного министра занял лидер национального движения, бригадный генерал Ахмед Ораби[3].
- 20 мая
  - Германская империя, Австро-Венгрия и Италия заключили Тройственный союз[4].
  - Объединённый флот Великобритании и Франции прибыл на рейд Александрии в Египте[5].
- 22 мая — в Инчхоне заключён договор О дружбе и торговле между США и Кореей, предоставивший США права наиболее благоприятствуемой нации, открывший для торговли порты Пусан, Инчхон и Вонсан и ограничивший импортные пошлины[6].
- 25 мая — Великобритания и Франция, направившие флот к берегам Египта, предъявили хедиву Тауфику ультиматум с требованием отставки правительства и высылки из страны Ахмеда Ораби. Хедив принял ультиматум, на следующий день правительство отправлено в отставку[5].
- 27 мая — египетские офицеры гарнизона Александрии отказались выполнять требования принятого хедивом ультиматума европейских держав. Армия фактически перешла под контроль генерала Ахмеда Ораби[5].
- 18 июня — в Египте сформирован кабинет Исмаила Рагиба-паши[5].
- 6 июля — британский адмирал Сеймур предъявил египетскому гарнизону Александрии ультиматум с требованием прекратить фортификационные работы. Ультиматум отклонён[7].
- 10 июля — британский адмирал Сеймур предъявил египетскому гарнизону Александрии второй ультиматум с требованием сдать береговые укрепления в течение 24 часов. Ультиматум отвергнут[7].
- 11 июля — британская эскадра провела разрушительный обстрел Александрии. Началась Англо-египетская война. В результате войны Египет стал одним из протекторатов Великобритании[7].
- 15 июля — британский десант занял оставленную египетской армией и населением Александрию[7].
- 23 июля — народное антияпонское восстание в Сеуле. Король Кореи Коджон бежал, власть перешла к его отцу князю-регенту (тэвонгуну)[8].
- 25 июля — генерал Ахмед Ораби, за два дня до этого смещённый с поста военного министра, в обращении к народу обвинил хедива Тевфика в пресмыкательстве перед Англией и возглавил антибританское движение[9].
- 2 августа — британские войска заняли Суэц[9].
- 20 августа — британские войска заняли Порт-Саид и Исмаилию[9].
- 27 августа — в России введены временные правила о печати, установившие «карательную цензуру»[10].
- Филип Диель изобрёл первый потолочный вентилятор с электрическим приводом.
- 4 сентября — Томас Эдисон запустил первую в мире электростанцию, распределявшую энергию между потребителями по современным принципам. Эдисон впервые в истории электрифицировал городской квартал.
- 13 сентября — британские войска разбили египетскую армию близ Телль-эль-Кебира[9].
- 14 сентября — британские войска вступили в Каир. Ахмед Ораби сдался в плен[11].
- 19 сентября — хедив Египта Тауфик издал указ из трёх слов: «Египетскую армию распустить»[12].
- 27 сентября — заключён договор между Мексикой и Гватемалой, юридически закрепивший линию границы между этими странами[13].

### Без точных дат
- В Москве заработала первая автоматическая телефонная станция.
- В Российской империи изданы указы об учреждении Крестьянского поземельного банка и постепенной отмене подушной подати.
- Впервые синтезирован паракват, ставший впоследствии одним из важнейших гербицидов.
- Линдеман доказал трансцендентность числа {\displaystyle \pi }.
- В Москве прошла Всероссийская художественно-промышленная выставка.

## Родились
См. также: Категория:Родившиеся в 1882 году
- 25 января — Вирджиния Вульф, британская писательница, литературный критик (ум. 1941).
- 30 января — Франклин Делано Рузвельт, 32-й Президент США (ум. 1945).
- 2 февраля — Джеймс Джойс, ирландский писатель и поэт (ум. 1941).
- 15 февраля — Джон Берримор, американский актёр театра и кино (ум. 1942).
- 13 марта — Фанни Луукконен, глава финской женской военизированной организации Лотта Свярд (ум. 1947).
- 31 марта — Корней Чуковский, русский писатель, публицист, критик (ум. 1969).
- 7 апреля — Анта́нас Жука́ускас-Венуо́лис — литовский писатель (ум. 1957).
- 15 апреля — Джованни Амендола — итальянский политический деятель, один из лидеров Авентинского блока (ум. 1926).
- 24 мая — Стеценко, Кирилл Григорьевич — украинский композитор (ум. 1922).
- 17 июня — Игорь Фёдорович Стравинский, русский композитор (ум. 1971).
- 21 июня — Луис (Льюис) Компанис Ховер (Компанис-и-Жовер), президент автономного правительства Каталонии в 1933—1934 и 1936—1939 годах (ум. 1940).
- 21 июля — Дави́д Дави́дович Бурлю́к, русский поэт (ум. 1967).
- 11 августа — Кимон Георгиев, болгарский военный и политический деятель, генерал-полковник, премьер-министр Болгарии в 1934—1935 годах, глава первого коммунистического правительства Болгарии в 1944—1946 годах (ум. 1969) .
- 16 августа — Кристиан Мортенсен, американо-датский долгожитель. Прожив 115 лет и скончавшись в 1998 году, он стал последним из людей, рождённых в 1882 году (ум. 1998).
- 7 июля — Янка Купала, белорусский поэт (ум. 1942).
- 27 октября — Шарль Дю Бо, французский писатель, эссеист, литературный критик (ум. 1939).
- 3 ноября — Якуб Колас, белорусский писатель (ум. 1956).
- 20 ноября — Эрне́стас Галвана́ускас, литовский государственный деятель, премьер-министр Литвы в 1922—1924 (ум. 1967).
- 23 декабря — Спиридон Казанджиев, болгарский психолог и философ-идеалист (ум. 1951).

## Скончались
См. также: Категория:Умершие в 1882 году
- 20 января — Варфоломей Зайцев, русский публицист и литературный критик (род. 1842).
- 31 января — Джеймс Сприггс Пэйн, четвёртый (1868—1870) и восьмой (1876—1878) президент Либерии (род. 1819).
- 14 апреля — Анри Жиффар, французский инженер, первым построивший дирижабль и совершивший первый полёт на дирижабле в 1852 году (род.1825)
- 19 апреля — Чарлз Дарвин, автор эволюционной теории развития живых организмов (дарвинизма), английский натуралист и путешественник (род. 1809).
- 2 июня — Джузеппе Гарибальди, народный герой Италии (род. 1807).
- 17 июня — граф Владимир Соллогуб, русский писатель (род. 1813).
- 25 июня — Мишель Генри Годфруа, министр юстиции Нидерландов, борец с антисемитизмом (род. 1814).
- 7 июля — Скобелев, Михаил Дмитриевич, русский военачальник (род. 1843).
- 6 августа — Иоганн-Габриэль Поппель, немецкий гравёр, художник, издатель (род. 1807).
- 10 декабря — Павел Александрович Глазенап, русский инженер, автор ряда трудов по железнодорожной тематике (род. 1847).
- 27 декабря — Джованни Лози, итальянский католический священник (род. 1838).
- 31 декабря — Леон Мишель Гамбетта, французский политический и государственный деятель, премьер-министр Франции в 1881 — 1882 годах (род. 1838).